# 埃雷迪亞

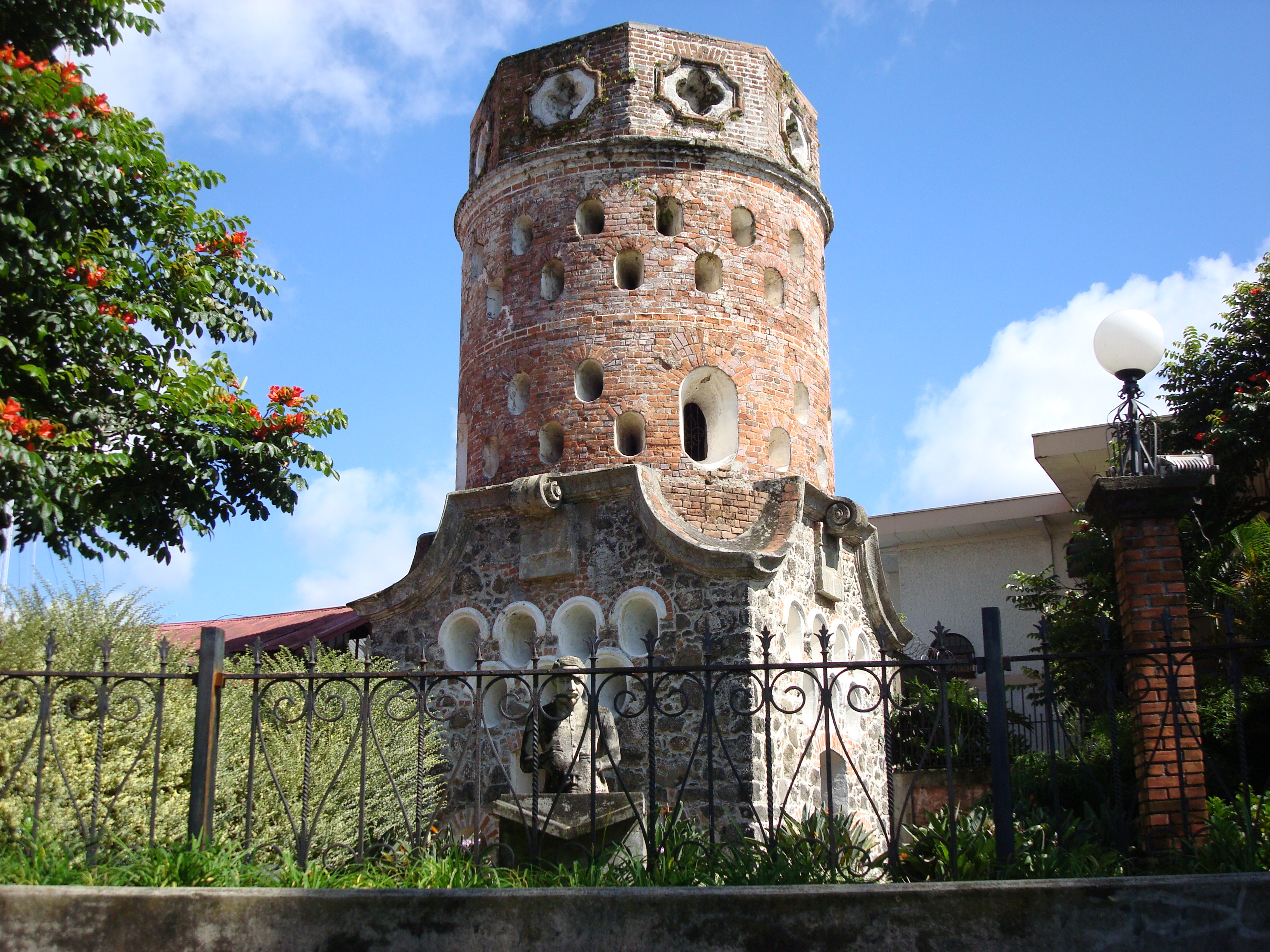
埃雷迪亞的地標埃雷迪亞要塞

埃雷迪亞（Heredia）是哥斯達黎加的城市，位於該國中部，也是埃雷迪亞省的首府，始建於1705年，海拔高度1,150米，每年平均降雨量2,374毫米，2010年人口433,677。